# 리브 어 리틀, 러브 어 리틀
리브 어 리틀, 러브 어 리틀(Live A Little, Love A Little)은 미국에서 제작된 노먼 터로그 감독의 1968년 영화이다. 엘비스 프레슬리 등이 주연으로 출연하였다.

## 출연

### 주연
- 엘비스 프레슬리
- 미셸 캐리

### 조연
- 루디 발리
- 돈 포터
- 딕 사젠트
- 스테링 할러웨이
- 셀리스트 야낼
- 에디 호지스
- 조안 쇼리
- 필리스 데이비스
- 러스 벤더
- 앤 도란
- 마르시아 메이 존스
- 브룩 밀즈
- 제임스 올리버
- 바틀렛 로빈슨
- 레드 웨스트
- 존 윌러
- 에밀리 뱅스
- 할 리들
- 폴 소렌슨
- 헤이디 윈스턴
- 브릿 로먼드

## 제작진
- 원작자: 댄 그린버그
- 세트: 헨리 그레이스
- 세트: 돈 그린우드 주니어